# ESO 77-14
ESO 77-14 هو اصطدام مجري، يقع في كوكبة الهندي.

## روابط خارجية
- ESO 77-14 على موقع ويكي سكاي: DSS2, SDSS, GALEX, IRAS, Hydrogen α, X-Ray, Astrophoto, Sky Map, Articles and images